# 李広蘇
李 広蘇（り こうそ、1987年7月 - ）は、中華人民共和国の軍人（中校）、中国国家航天局の宇宙飛行士。中国共産党党員。

## 経歴
1987年7月、江蘇省徐州市沛県胡寨鎮中閘村で生まれる。湖西中学を経て、2006年に中国人民解放軍空軍航空大学に入学した。2006年9月に中国人民解放軍入隊。2011年6月に中国共産党入党。2020年9月に中国第三回宇宙飛行士に入選した。2024年4月、神舟18号飛行任務乗組に入選した。

## 家族
- 父：李厚林[2]
- 母：徐桂蘭[2]